# Argyrocheila
Argyrocheila is een geslacht van vlinders van de familie Lycaenidae.

## Soorten
- A. bitje Bethune-Baker, 1915
- A. inundifera Hawker-Smith, 1933
- A. undifera Staudinger, 1892